# BLOGOS
BLOGOS（ブロゴス）は、韓国のIT企業ネイバーの子会社・LINEが運営していた提言型のニュースサイトである。

## 概要
2009年10月にNHN Japan（現: LINE）が運営するポータルサイトライブドアのコンテンツの一つとして立ち上げた、議員や経済評論家、教授など有識者のブログエントリを紹介するまとめサイトである。1300名を超える書き手（ブロガー）が参加しており、政治家も多数含まれる。
それ以外の記事に、日本インターネット報道協会および日本外国特派員協会の会員メディアとして、参加した記者会見を取り上げていることも多い。独自のインタビューや寄稿も配信する。
Facebook・Twitterなどのアカウントを利用して会員登録することで、閲覧者（BLOGOS IDユーザ）の意見を書き込むことができ、議論の場も提供している。
野球版の「Baseball Journal」とサッカー版の「Soccer Journal」を姉妹サイトとして設けていたが、2014年4月30日付けでlivedoorスポーツに統合した。
2022年3月31日にサイトの更新を停止して5月31日にサイトの公開を終了した。2020年10月～12月期の当時は3500万PVだったが、2020年に誹謗中傷の増加などを理由にコメント欄を廃止し、2021年7月～9月期には2000万PVに低下していたことが公表されており、事業の採算性を重視したのではないかと報じられている。

## 編集部
田野幸伸 (編集長)、村上隆則（ディレクション、コンテンツ企画担当）

## 問題点

### 訴訟案件
掲載した記事を巡って上杉隆に提訴され、記事削除と賠償を命じられた。

### 長谷川豊記事掲載問題
2016年7月26日に発生した相模原障害者施設殺傷事件の発生を契機としてナチス・ドイツの障害者差別政策である「『生きるに値しない命』への安楽死処分」について議論され、日本社会において医療費亡国論が再燃するなか、2016年9月19日にBLOGOS編集部は、長谷川豊が執筆した「自業自得の人工透析患者なんて、全員実費負担にさせよ！無理だと泣くならそのまま殺せ！今のシステムは日本を亡ぼすだけだ!!」と未修正で掲載した。
記事に対して読者の一部から事実誤認と表現上の問題点が指摘され、BLOGOS編集部には記事の掲載中止要請を含む多くの抗議や問い合わせが殺到して炎上した。BLOGOS編集部は「問題提起そのものについては今後議論されるべき一つの論点」であるとして即時削除の要請を退けたが、2016年9月20日の当該記事は不適切な表現が含まれているとして著者に記事や見出しの表現の再考などを求めた。
2016年9月22日午前に著者が19日の記事の訂正や謝罪を否定した「補足説明」を執筆し、正午に編集部は19日の記事と22日の「補足説明」を削除して著者に通知した。編集部は「掲載段階でのチェック体制の不備から、編集部内で検討、筆者との協議などが十全に行われないまま掲載」を経て「誹謗中傷・公序良俗に反すると捉えられかねない表現、事実とは異なる可能性のある内容を掲載・拡散」させた事実を認め、関係者と読者に謝罪を表明したが、問題となる表現や虚偽の具体的内容については言及していない。

### ブロガーによる記事提供辞退の問題
ブロガーによる無償提供型サイトであるため、執筆者（ブロガー）の意図しない記事紹介をされた場合、執筆者は不満を抱いて無償提供を辞退する傾向があり、インターネット上には辞退したブロガーの記事が散見される。